# Taylor (Michigan)
Taylor è una città degli Stati Uniti d'America, nella Contea di Wayne, nello Stato del Michigan.